# Balacra curriei
Balacra curriei là một loài bướm đêm thuộc phân họ Arctiinae, họ Erebidae.